# Йепурещ
Йепурещ (на румънски: Iepurești) е село в Румъния, административен център на община Йепурещ, окръг Гюргево. Намира се на 85 метра надморска височина. Според преброяването през 2011 г. е с население от 1035 души. Според преброяването от 2002 г. в селото живеят 99% румънци и 1% цигани, но според оценки почти всички жители на селото са етнически българи.
Българите се заселват в селото през 1806 – 1814 г., по произход те са от населените места около Русе. В периода 1910 – 1920 г. българите са били 1750 и са представлявали мнозинство. През 1962 г. те са 2/3 от жителите. Днес почти всички жители на селото са от български произход. Българският говор е от мизийски тип.